# Christina Öhman
Christina Öhman, född 11 maj 1986, är en svensk ingenjör och författare bosatt i Norrbotten. Hon skriver främst inom genren skräck och debutromanen Under svart himmel publicerades 2022 via fantasyförlaget Seraf förlag.